# Assedio di Portoferraio
L'assedio di Portoferraio fu un tentativo francese di forzare la resa dell'omonima città fortezza toscana sull'isola d'Elba in seguito all'occupazione francese della Toscana continentale nel 1801 durante le guerre rivoluzionarie francesi. La guarnigione toscana era in forte inferiorità numerica, ma ricevette un sostegno significativo dalle forze della Royal Navy britannica che controllavano il Mar Mediterraneo e assicuravano che i rifornimenti raggiungessero la guarnigione e che i convogli di rifornimento francesi fossero intercettati. I francesi iniziarono l'assedio con 1 500 uomini nel maggio 1801, in seguito rinforzati a più di 5 000, ma non riuscirono a forzare le difese della fortezza, cercando invece di affamare i difensori per portarli alla sottomissione, con il supporto di uno squadrone di fregate della marina francese che operava al largo della costa.
La presenza di un piccolo squadrone navale britannico nella regione rese questo piano impraticabile e ulteriori rinforzi britannici sotto il contrammiraglio John Borlase Warren e il tenente colonnello George Airey rafforzarono i difensori, al punto che si potevano fare sortite contro le posizioni offensive francesi. Successivamente i francesi persero, in una serie di scontri unilaterali, tutte le fregate inviate a bloccare il porto per pattugliare le navi da guerra britanniche, dando ai britannici il dominio locale, che permise loro di mantenere la fortezza. Nonostante una serie di azioni navali e un significativo impegno terrestre, l'assedio si trascinò in modo inconcludente per l'estate e l'inizio dell'autunno del 1801 e, quando i primi articoli del trattato di Amiens furono firmati in ottobre, la città era ancora sotto il controllo toscano, sebbene le disposizioni dell'accordo finale, firmato nel marzo 1802, concessero l'isola alla Francia.

## Contesto bellico
Nel 1800, il primo console francese Napoleone Bonaparte scese in Italia, riportando vittorie contro l'Impero austriaco, come a Marengo. Dopo un anno di guerra, il 9 febbraio 1801 francesi e austriaci firmarono il trattato di Lunéville, che divise l'Italia settentrionale tra gli stati e assegnò ai francesi il Granducato di Toscana. Inclusa in questa divisione era l'isola d'Elba, nel Mar Ligure, al largo della costa occidentale italiana, che a quel tempo era condivisa tra la Toscana e il Regno di Napoli. Il 28 marzo 1801 fu firmato il trattato di Firenze tra Napoli e la Francia, che cedeva ufficialmente l'intera Elba al controllo francese, sebbene non fosse ancora stata resa dai suoi comandanti napoletani e toscani.
Sebbene il Mar Ligure fosse in questa fase in gran parte acque territoriali francesi, dopo che la Royal Navy aveva distrutto la flotta francese del Mediterraneo nella battaglia del Nilo al largo dell'Egitto nel 1798, i britannici di fatto controllavano esso e l'intero Mar Mediterraneo. Nel 1801 le basi britanniche a Gibilterra, Minorca e Malta consentirono alle forze navali britanniche di attraversare il mare in gran parte senza opposizione; la loro presenza costrinse i resti della flotta francese con sede a Tolone a compiere brevi viaggi tra le basi francesi per evitare intercettazioni e cattura. Fu quindi solo quando un grande squadrone francese sotto il contrammiraglio Honoré Ganteaume affermò brevemente la superiorità navale regionale che una forza di spedizione francese fu in grado di proteggere l'Elba.

### Invasione dell'Elba
Salparono da Piombino il 2 maggio 1801 con 1 500 uomini al comando del generale Jean-Victor Tharreau, che sbarcarono incontrastati nella cittadina elbana di Porto Longone.
La forza di invasione si diffuse rapidamente in tutta l'isola, non incontrando alcuna resistenza poiché l'intera guarnigione napoletana e quasi tutta quella toscana si arresero al loro arrivo. Ben presto, tutto ciò che rimase in mani toscane fu la città portuale fortezza di Portoferraio, sulla costa settentrionale. Questa era una potente posizione difensiva e il comandante toscano Carlo de Fisson respinse le richieste di Tharreau di arrendersi. La presenza di due fregate britanniche, HMS Phoenix e HMS Mermaid, al largo del porto, rafforzava la posizione di de Fisson.

## Assedio
Tharreau rispose assediando la fortezza. L'improvvisa partenza delle due fregate di fronte allo squadrone di Ganteaume, che il 6 maggio bombardò la città prima di essere costretto al ritiro in seguito al propagarsi di un'epidemia di tifo a bordo dello squadrone, incoraggiò Tharreau. La piccola fregata francese Badine bloccò successivamente Portoferraio, con l'intenzione di affamare i difensori e costringerli alla resa. Altre tre fregate, Carrère, Bravoure e Succès, sotto il comando generale del capitano Jacques-François-Ignace Bretel, arrivarono presto per aumentare l'intensità del blocco.

### Rinforzi
Per i tre mesi successivi l'assedio continuò con poca attività significativa da entrambe le parti, fino all'arrivo, alla fine di luglio, del generale François Watrin con 5 000 uomini in più e le istruzioni del generale Gioacchino Murat per proseguire l'assedio con più vigore. Tuttavia, l'arrivo al largo di Portoferraio il 1º agosto di un potente squadrone britannico al comando del contrammiraglio John Borlase Warren a bordo della HMS Renown, la cui nave inseguì Bravoure e Succès fino a Livorno e riaprì il passaggio marittimo nel porto, frustrò quasi immediatamente le ambizioni di Watrin. Allo stesso tempo, una piccola forza britannica al comando del capitano Gordon sbarcò a Portoferraio per aumentare la guarnigione toscana.
Poi, alle 14:30 del 3 agosto, tre delle fregate di pattugliamento di Warren, Phoenix sotto il comando del capitano Lawrence Halsted, HMS Pomone sotto il capitano Edward Leveson-Gower e HMS Pearl sotto il capitano Samuel James Ballard, avvistarono una vela al largo della costa occidentale dell'Elba e iniziarono a darle la caccia. La nave era la Carrère da 38 cannoni del capitano Claude-Pascal Morel-Beaulieu, che trasportava 300 barili di polvere da sparo e scortava un convoglio di piccole navi costiere che trasportavano rifornimenti militari da Porto Ercole a Porto Longone. Sebbene Carrère si fosse allontanata dall'inseguimento britannico e avesse ingaggiato attivamente la nave principale Pomone con i suoi cacciatori di poppa (cannone montato nella parte posteriore della fregata), essa era troppo carica per sfuggire ai suoi avversari. Dopo dieci minuti di inseguimento, mentre Pearl interrompeva la rotta per Porto Longone e Pomone si metteva in posizione di fuoco, il capitano Morel-Beaulieu si arrese. Le perdite su Pomone furono limitate a due morti e quattro feriti, due dei quali successivamente morirono; Carrère aveva subito perdite "tollerabilmente gravi" nello scontro da un complemento di 352. Il ritardo causato dal breve inseguimento aveva però permesso alle navi costiere di disperdersi e fuggire, così che tutte evitarono la cattura e alcune raggiunsero addirittura Porto Longone.
Carrère era una nave moderna sequestrata alla Repubblica di Venezia dopo il trattato di Campoformio nel 1797. La Royal Navy la prese in servizio con il suo nome corrente, anche se l'Ammiragliato la ritirò dal servizio attivo entro un anno.
Sebbene Warren fosse partito poco dopo, lasciando dietro di sé solo uno squadrone di fregate, l'assedio continuò per tutto agosto. Le forze francesi dominavano l'Elba, ma non riuscirono a fare colpo sulle mura della fortezza, mentre le forze della Royal Navy controllavano l'accesso all'isola via mare, fornendo rifornimenti ai difensori e impedendoli ai francesi. Halsted e Phoenix mantennero un blocco del porto di Piombino sulla terraferma italiana, assicurando l'intercettazione dei rifornimenti francesi.
Alla fine di agosto, Watrin apprese che Phoenix era sola al largo del porto e inviò un messaggio a Livorno, dove il resto dello squadrone francese era ancora all'ancora, ordinandogli di attaccare l'isolata nave da guerra britannica. Succès e Bravoure salparono il 31 agosto e arrivarono al largo di Piombino alle 06:30 del 2 settembre, per scoprire che le fregate Pomone e HMS Minerve, sotto il capitano George Cockburn, si erano unite alla Phoenix. Halsted aveva ricevuto un rapporto di intelligence che dettagliava la richiesta di Watrin che le navi francesi salpassero da Livorno e aveva convocato rinforzi.
Minerve era la più vicina alle navi francesi in arrivo e immediatamente diede loro la caccia, facendo segno a Cockburn, Halsted e Leveson-Gower di unirsi a lui. All'avvistamento delle fregate britanniche, Bretel si voltò verso nord verso Livorno, ma alle 09:00 tutte e tre le navi da guerra britanniche stavano guadagnando terreno sul suo piccolo squadrone. Incapace di sfuggire all'inseguimento e con Minerve che si avvicinava rapidamente, Bretel portò Succès a riva sulla spiaggia di Vada, vicino a Cecina, nella speranza di attirare la Minerve lontano dalla Bravoure, ma Cockburn invece semplicemente sparò sulla nave a terra, passando prima di proseguire verso la nave rimanente, mentre Bretel si arrese alla Pomone. Il capitano Louis-Auguste Dordelin tentò disperatamente di raggiungere Livorno prima di essere sorpassato, ma un vento da nord lo respinse ripetutamente e alla fine fu costretto a portare la sua fregata a terra sotto la batteria di Antignano, 4 miglia nautiche (7,4 km) a sud del porto di Livorno. Le onde colpirono la Bravoure, facendo cadere in mare tutti e tre gli alberi e la nave diventò di fatto un totale relitto. La piccola forza britannica sotto il tenente William Kelly che abbordò la Bravoure fu in grado di portare via solo alcuni prigionieri prima che il fuoco pesante delle batterie a terra li costringesse a lasciarla. Kelly ignorò le istruzioni da lui ricevute di bruciare Bravoure per risparmiare la vita dei molti marinai francesi ancora intrappolati sulla nave. A sud, i britannici trascinarono Succès fuori dalla spiaggia. I francesi l'avevano catturata nel febbraio 1801 e dopo le riparazioni tornò in servizio nella Royal Navy sotto il suo antico nome di HMS Success.

### Contrattacco
Eliminata la minaccia francese via mare, la Royal Navy fu libera di passare all'offensiva e il comando della guarnigione di Portoferraio fu posto nelle mani del tenente colonnello George Airey, mentre Warren era tornato con il suo potente squadrone. Furono quindi elaborati piani per una forza di marinai, Royal Marines e ausiliari toscani per lanciare un'operazione anfibia contro le batterie francesi che si affacciavano sull'imboccatura del porto. I britannici assemblarono una squadra di sbarco di 449 Marines e 240 marinai da Renown, HMS Gibraltar, HMS Dragon, HMS Alexander, HMS Genereux, HMS Stately, Pomone, Pearl e il bricco HMS Vincejo, tutti sotto il comando del capitano George Long del Vincejo e il capitano John Chambers White della Renown. A loro si unirono circa 1 000 soldati toscani. Gli sbarchi avvennero la mattina del 14 settembre. Le truppe si spostarono quindi nell'entroterra contro le batterie su due colonne, mentre Dragon e Genereux bombardavano una torre fortificata a Marciana.
L'attacco iniziò bene, poiché i britannici distrussero diverse batterie e presero 55 prigionieri di guerra, ma presto il maggior numero di francesi iniziò a sparare e le squadre di sbarco furono respinte alle loro teste di ponte in una certa confusione, avendo contato 32 morti, incluso il capitano Long, 61 feriti e 105 dispersi, di cui 15 morti, 33 feriti e 77 dispersi erano truppe britanniche. Il generale Watrin dichiarò questa come una vittoria, gonfiando i numeri impegnati e affermando in modo impreciso di aver causato 1 200 vittime agli alleati e di aver catturato 200 uomini. Watrin affermò anche di aver disalberato una fregata e distrutto diverse imbarcazioni più piccole con il fuoco delle sue batterie; nessuna delle navi da guerra britanniche riportò danni.
Sebbene Warren avesse lasciato la regione poco dopo con la maggior parte del suo squadrone, Watrin non era ancora in grado di fare impressione sulle mura di Portoferraio e Airey tenne la città contro i francesi per le ultime settimane di guerra fino all'arrivo della notizia del cessate il fuoco. che accompagnò la firma provvisoria del trattato di Amiens il 1º ottobre.

## Conseguenze
L'11 ottobre i volontari della Maltese Light Infantry arrivarono per sostituire la guarnigione a Portoferraio. Nel marzo 1802, ai sensi dell'articolo XI delle clausole finali del Trattato, i britannici cedettero l'intera isola ai francesi e l'Elba rimase in mano ai francesi durante le guerre napoleoniche. Il distaccamento maltese tornò a Malta nell'aprile 1802.